# Alain Ngann Yonn
Pour les articles homonymes, voir Ngann Yonn.
 (novembre 2021).
 (novembre 2021).
La mise en forme du texte ne suit pas les recommandations de Wikipédia : il faut le « wikifier ».
Les points d'amélioration suivants sont les cas les plus fréquents. Le détail des points à revoir est peut-être précisé sur la page de discussion.
- Les titres sont pré-formatés par le logiciel. Ils ne sont ni en capitales, ni en gras.
- Le texte ne doit pas être écrit en capitales (les noms de famille non plus), ni en gras, ni en italique, ni en « petit »…
- Le gras n'est utilisé que pour surligner le titre de l'article dans l'introduction, une seule fois.
- L'italique est rarement utilisé : mots en langue étrangère, titres d'œuvres, noms de bateaux, etc.
- Les citations ne sont pas en italique mais en corps de texte normal. Elles sont entourées par des guillemets français : « et ».
- Les listes à puces sont à éviter, des paragraphes rédigés étant largement préférés. Les tableaux sont à réserver à la présentation de données structurées (résultats, etc.).
- Les appels de note de bas de page (petits chiffres en exposant, introduits par l'outil «  Source ») sont à placer entre la fin de phrase et le point final[comme ça].
- Les liens internes (vers d'autres articles de Wikipédia) sont à choisir avec parcimonie. Créez des liens vers des articles approfondissant le sujet. Les termes génériques sans rapport avec le sujet sont à éviter, ainsi que les répétitions de liens vers un même terme.
- Les liens externes sont à placer uniquement dans une section « Liens externes », à la fin de l'article. Ces liens sont à choisir avec parcimonie suivant les règles définies. Si un lien sert de source à l'article, son insertion dans le texte est à faire par les notes de bas de page.
- La présentation des références doit suivre les conventions bibliographiques. Il est recommandé d'utiliser les modèles {{Ouvrage}}, {{Chapitre}}, {{Article}}, {{Lien web}} et/ou {{Bibliographie}}. Le mode d'édition visuel peut mettre en forme automatiquement les références.
- Insérer une infobox (cadre d'informations à droite) n'est pas obligatoire pour parachever la mise en page.

Pour une aide détaillée, merci de consulter Aide:Wikification.
Si vous pensez que ces points ont été résolus, vous pouvez retirer ce bandeau et améliorer la mise en forme d'un autre article.
Alain Ngann Yonn
Alain Ngann Yonn, né le 6 janvier 1975 à Douala, est un artiste photographe camerounais.

## Biographie

### Jeunesse
Né le 6 janvier 1975 à Douala au Cameroun, Alain Ngann est le fils de Simon Roger Ngann Yonn, ingénieur des ponts et chaussées et de Jeanne Odette Ngo Beng, secrétaire d'administration. Il est le benjamin d'une fratrie de six enfants. Alain Ngann Yonn fait ses études primaires et ses premières années du secondaire à Douala. Il quitte ensuite le Cameroun pour la France où il obtient son brevet au Collège Sainte Barbe et un Bac B au Lycée Honorée de Balzac à Paris. Après son baccalauréat, il s’inscrit à l’École spéciale d’architecture de Paris. Plus tard, il abandonne ses études en France et retourne au Cameroun où il fonde une agence de communication.

### Carrière
Architecte de formation, Alain Ngann travaille en tant que créatif en agence de communication. En 1998, il crée un studio graphique qui deviendra quelques années plus tard une agence de communication.
Photographe autodidacte, Alain Ngann se lance dans le photographie en 2005. Il confie que le déclic s'est opéré en 2005, lorsque Madame le Consule Général du Sénégal à Douala lui prête son appareil photo afin qu'il constitue une banque d'images. En 2006, il se lance dans la photographie publicitaire et se fait remarquer par Marême Malong. Il se fait connaître à travers une campagne publicitaire controversée à Libreville, une affiche publicitaire de 100m2 sur un immeuble abandonné pour le compte d'un opérateur de téléphonie.  
Depuis plus de 10 ans[Quand ?], Alain Ngann est un photographe professionnel dans le domaine de la publicité au Cameroun. Il a accompagné plusieurs marques et agences dans de nombreuses campagnes publicitaires. Il se spécialise dans la photographie de mode et en particulier de portrait en signant plusieurs unes de magazines internationaux comme Brune, Diva et encore South Africa.
Il réalise sa première exposition photo en 2018 intitulée Un-Différence, une exposition photo visant à la sensibilisation sur l'albinisme au Cameroun.
En novembre 2023, il expose ses œuvres à la galerie Dupon à Neuilly-sur-Seine en Ile-de-France.

### Vie associative
Alain Ngann est membre du Rotary Club depuis environs 15 ans. Il a d’ailleurs voulu utiliser son art pour porter ses engagements sociaux et essayer de toucher les sensibilités des uns et des autres. Les questions de diversités demeurent essentielles pour lui surtout dans un pays habité par de nombreuses ethnies; il veut à travers son art prôné l’unité dans la diversité pour le «Vivre - Ensemble». Dans ce sens, il a eu à réaliser une exposition originale dans la mise en avant activités autour de l'albinisme.

## Expositions
Alain Ngann et ses œuvres participent à des expositions virtuelles ou physiques au Cameroun et dans différents pays dans le monde notamment la France et le Nigeria. Il a à son actif plusieurs expositions personnelles:
- 2018: Un-Différence, exposition personnelle à la Galerie Mam à Douala[3]

- 2019 : We are We (Nous sommes nous), exposition personnelle en juin 2019 à l'Institut français du Cameroun de Douala[11],[12].
- 2023 : Racines, exposition à l'Institut français du Cameroun de Douala à l'occasion de la semaine de la littérature africaine[13].

- 2023: Résume à l'hôtel Hilton de Yaoundé[14]
- 2023: Wè Njè à l'Institut Français du Cameroun de Yaoundé[15]
- 2023: Alain Ngann à la galerie Dupon à Paris du 30 novembre 2023 au 30 janvier 2024[5]